# Bonniers musiklexikon
Bonniers musiklexion är ett svenskproducerat populärvetenskapligt uppslagsverk i ett band, som sedan 1975 utkommit i fyra upplagor på Albert Bonniers förlag.
Huvudredaktörer 1975 var Åke Engström och Folke H. Törnblom. Utgåvorna 1983 och 1988 reviderades av Sven Lidman och Ann-Marie Lund. Huvudredaktör för 2003 års utgåva var Ulrika Junker Miranda.

## Utgivning
- Bonniers musiklexikon. Stockholm: Bonnier. 1975. Libris 7144560. ISBN 91-0-039893-4
  -  (Ny, reviderad upplaga). Stockholm: Bonnier fakta. 1983. Libris 7246862. ISBN 91-34-50255-6
  -  (Reviderad upplaga). Stockholm: Bonnier. 1988. Libris 8350253. ISBN 91-34-50958-5
  -  (Ny upplaga). Stockholm: Bonnier. 2003. Libris 9060820. ISBN 91-0-057504-6